# Looking for a Fight
Looking for a Fight är Monsters andra EP-skiva, utgiven på skivbolaget Startracks 1997. Skivan finns inkluderad i sin helhet på samlingsalbumet A Brief History of Monster (1998).

## Låtlista[1]
Alla låtar är skrivna av Monster.
1. "Don't Answer the Phone"
2. "Waiting for Something to Happen"
3. "Pretty, Superficial"
4. "Honour Your Friends"

## Personal[1]
- Eric Thunfors - formgivning
- Stefan Glauman - producent, mixning
- Helena Blomquist - fotografi
- Monster - producent
- Mikael Uveskog - inspelning